# Първонек
Първонек (на сръбски: Првонек или Prvonek) е село в Югоизточна Сърбия, Пчински окръг, Град Враня, община Вранска баня.

## География
Селото е разположено високо над северния бряг на изградения на Банската река, язовир Първонек. Отстои на 10 километра югоизточно от общинския център Вранска баня, западно от село Църни връх, източно от село Дълга лъка и южно от село Сливница.

## История
По време на Първата световна война селото е във военновременните граници на Царство България, като административно е част от Вранска околия на Врански окръг и е център на Първонешката община.
По време на българското управление в Поморавието в годините на Втората световна война, Александър Д. Петров от Кюстендил е български кмет на Първонек от 11 октомври 1941 година до 11 март 1942 година.

## Население
Според преброяването на населението от 2011 г. селото има 124 жители.

### Етнически състав
Данните за етническия състав на населението са от преброяването през 2002 г.
- сърби – 203 жители (100%)